# Montañas Ouachita
Los montes o montañas Ouachita (en inglés: Ouachita Mountains) forman una cadena montañosa de poca altitud en la región centromeridional de  Estados Unidos.
Se extiende por el centrooeste del estado de Arkansas y el sureste de Oklahoma abarcando unos 360 km en dirección este-oeste desde Little Rock (AK), hasta Atoka (OK). De norte a sur, cubre unos 80 km desde el río Arkansas hasta el norte de la amplia llanura que acaba sobre la costa del golfo de México. 
Las estribaciones subterráneas de la cadena se extienden hasta Texas o más allá, donde se encuentra Marathon Uplift. 
Junto con la meseta de Ozark, los montes Ouachita forman las denominadas Tierras altas del interior de Estados Unidos, una de las pocas regiones montañosas entre las montañas Rocosas y los Apalaches.
La cumbre más alta de la cadena es el monte Magazine en el centro-oeste de Arkansas con una elevación de 820 m s. n. m.
En los montañas Ouachita se encuentra el parque nacional Hot Springs, con 47 manantiales de aguas termales.

## Turismo
Las montañas de Ouachita contienen el bosque nacional Ouachita —el primer bosque nacional del país, establecido en 1907, con un área protegida de 7221 km²—, el parque nacional Hot Springs y el lago Ouachita, así como numerosos parques estatales y caminos panorámicos sobre todo a lo largo de Arkansas. También contiene el sendero recreativo nacional de Ouachita (Ouachita National Recreation Trail), una ruta de senderismo de 359 km a través del corazón de las montañas. El sendero discurre desde el parque estatal Talimena, en Oklahoma, hasta el parque estatal Pinnacle Mountain, cerca de Little Rock, en Arkansas. Está bien conservado, pista de primer nivel para excursionistas, mochileros y ciclistas de montaña (sólo determinadas partes de la pista).
La carretera escénica Drive Talimena (Talimena Scenic Drive) comienza en Mena, Arkansas, y atraviesa 87 km de las montañas Winding Stair and Rich, crestas largas y estrechas de dirección este-oeste que se extienden en Oklahoma. La montaña Rich alcanza una altura de 817,17 m en Arkansas, cerca de la frontera con Oklahoma. El sinuoso camino de 2 carriles es similar en trazado, construcción y paisaje a la Blue Ridge Parkway de los montes Apalaches.

## Historia
Las montañas eran el hogar de la tribu de los ouachitas, por quienes fueron nombradas. Más tarde, los exploradores franceses tradujeron el nombre a su actual deletreo. La primera exploración occidental de la que hay constancia fue en 1541 encabezada por Hernando de Soto, en la conocida como expedición de Hernando de Soto en La Florida. Más tarde, en 1804, el presidente Jefferson envió a William Dunbar y a George Hunter en una expedición de exploración de esa zona después de la compra de Luisiana (1803). El parque nacional Hot Springs, se convirtió en uno de los primeros parques de la nación en 1832. La batalla de Devil's Backbone, en la guerra civil americana, se libró aquí, en la cordillera del mismo nombre en 1863.

## Galería de imágenes

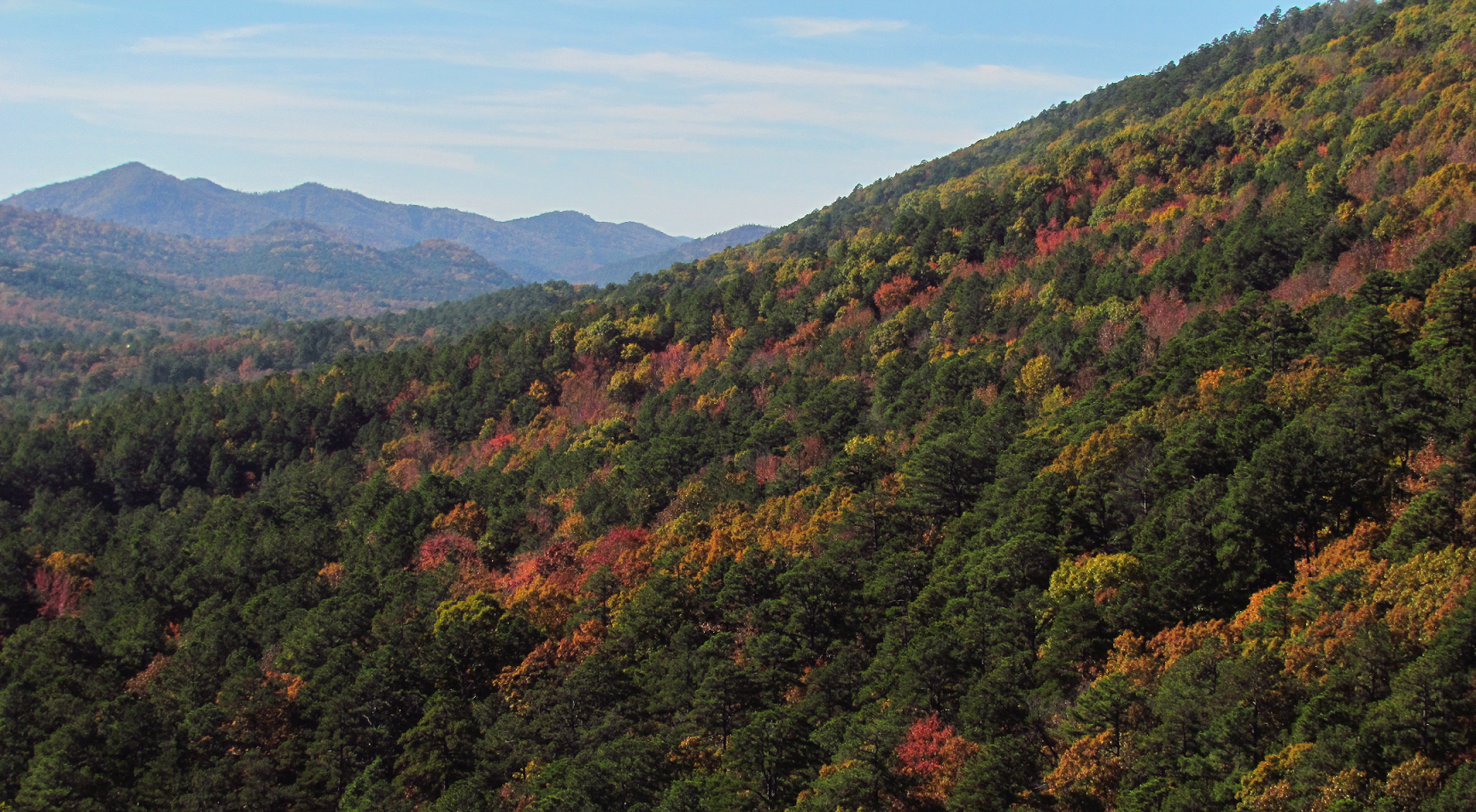
Montaña West Hanna en el condado de Polk (AK)
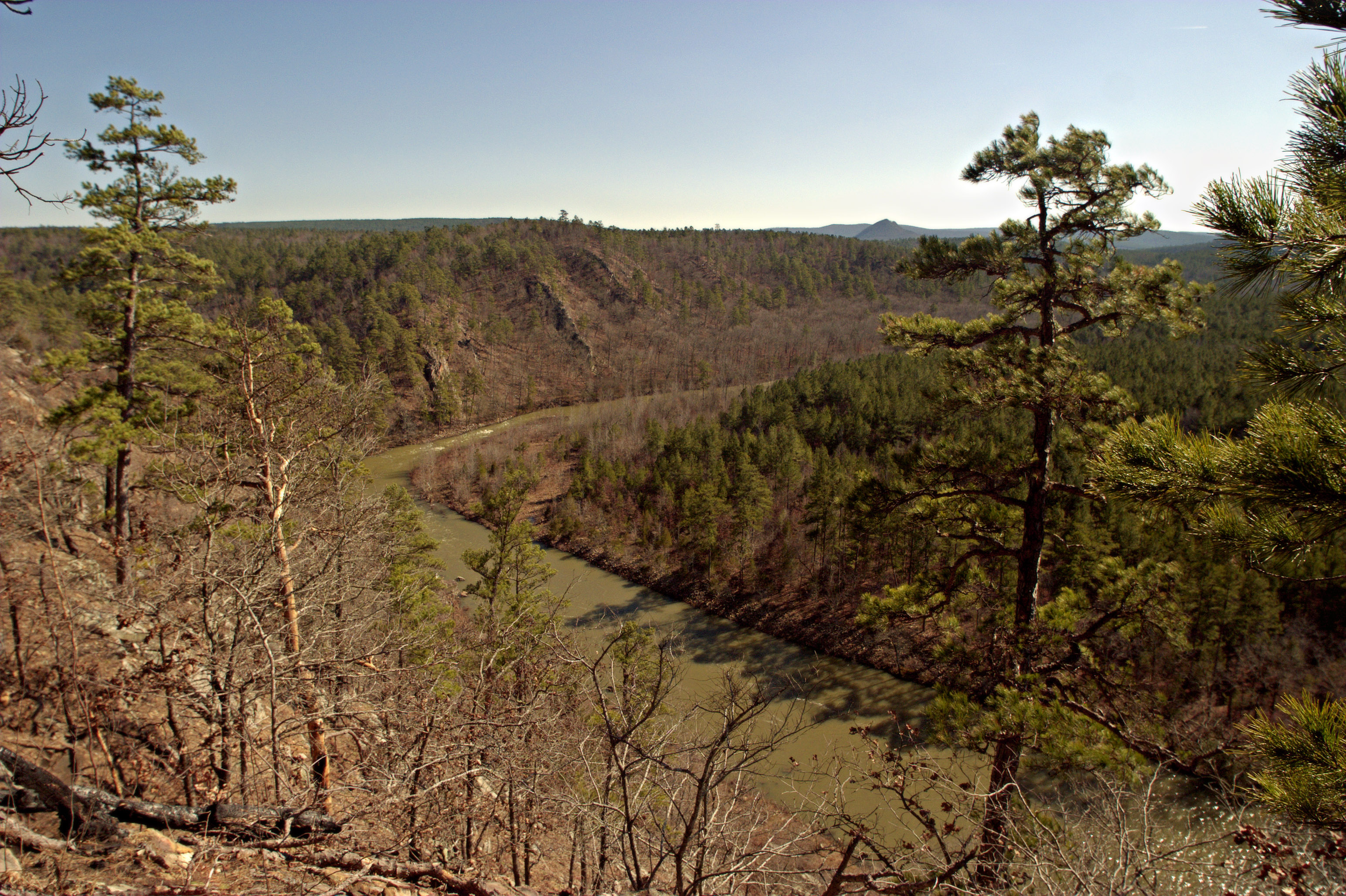
El río Fourche LaFave (AK)
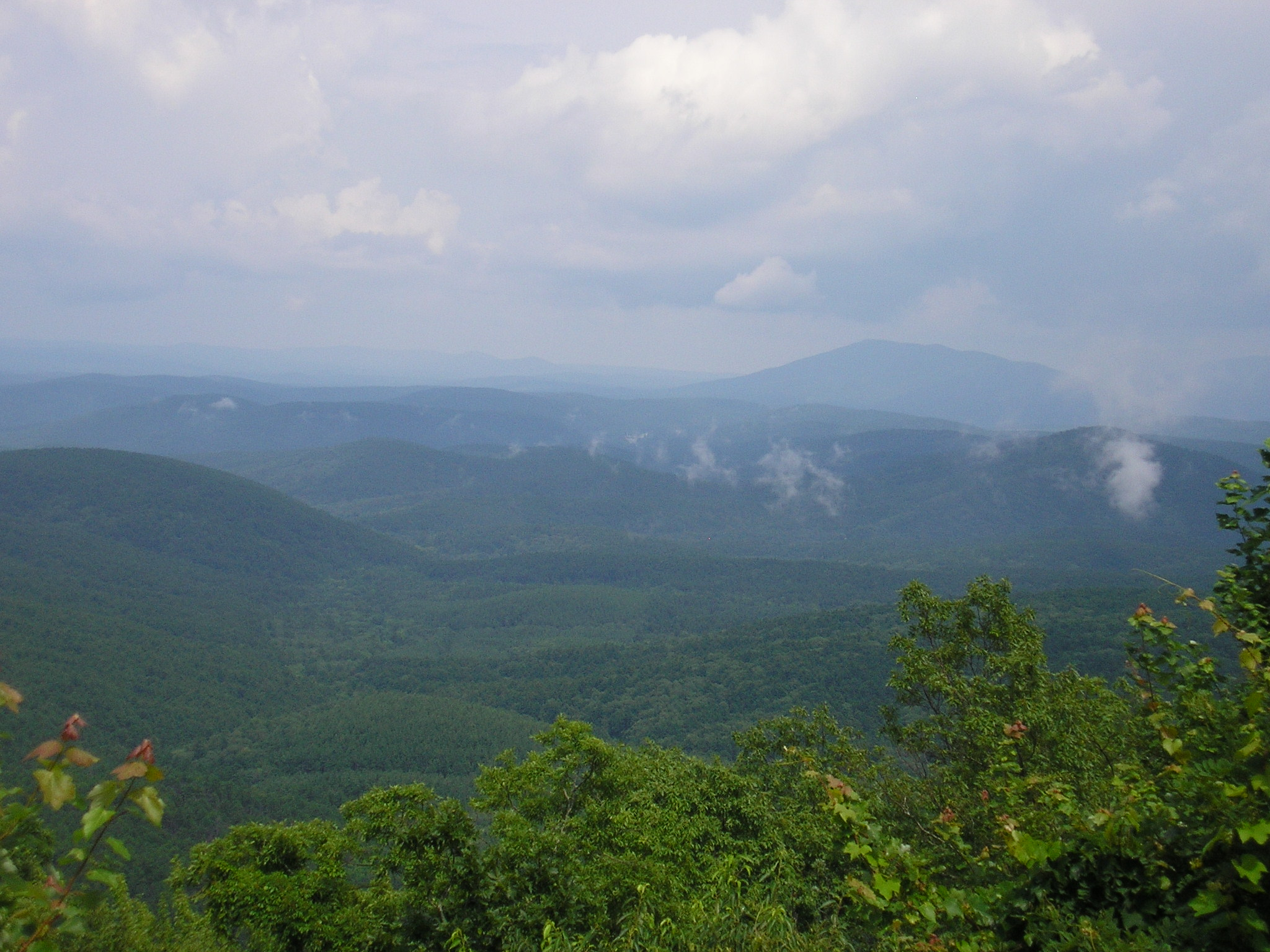
Las Ouachita en Oklahoma
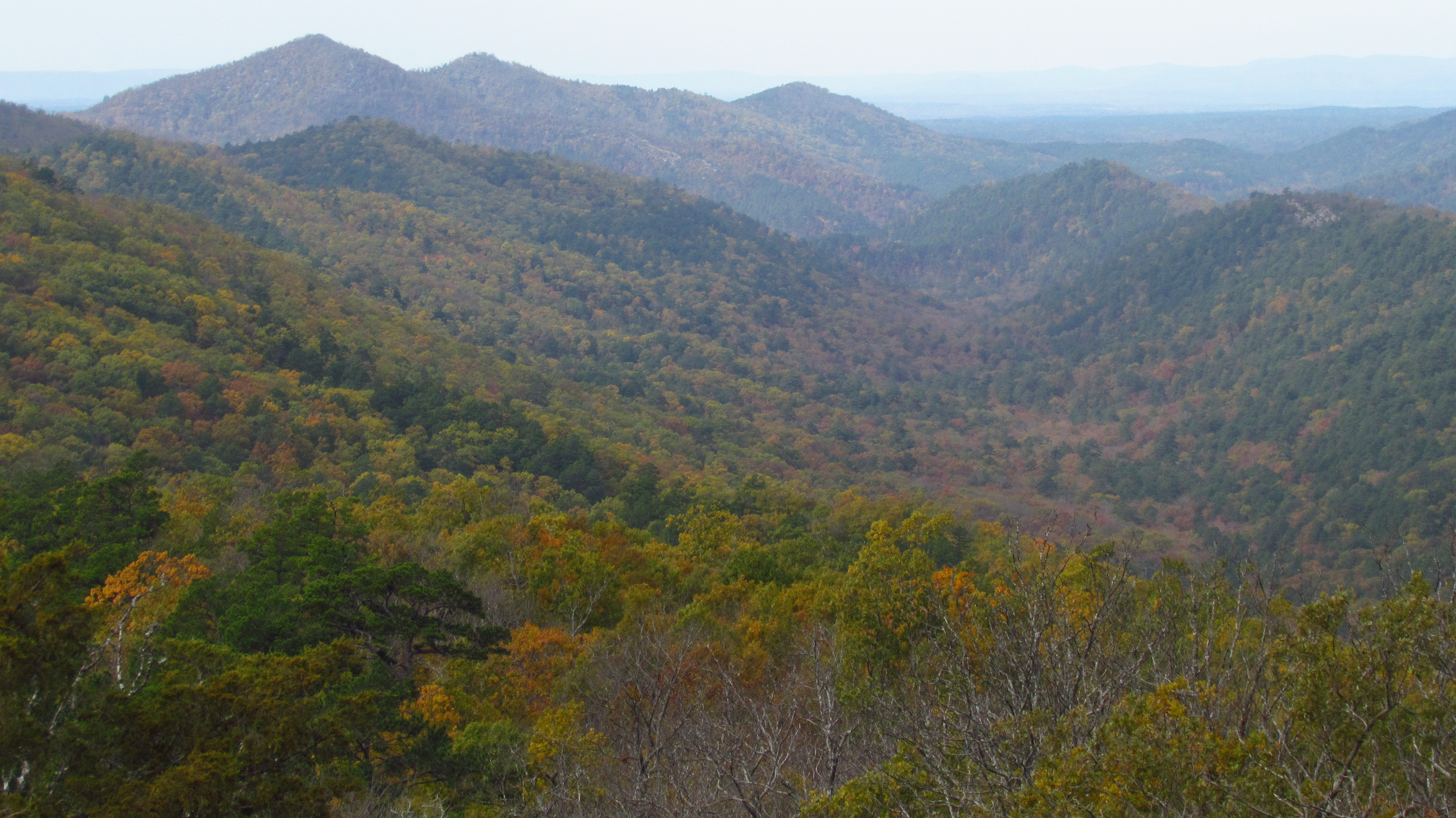
Las Ouachita en Arkansas